# Nachtwäsche

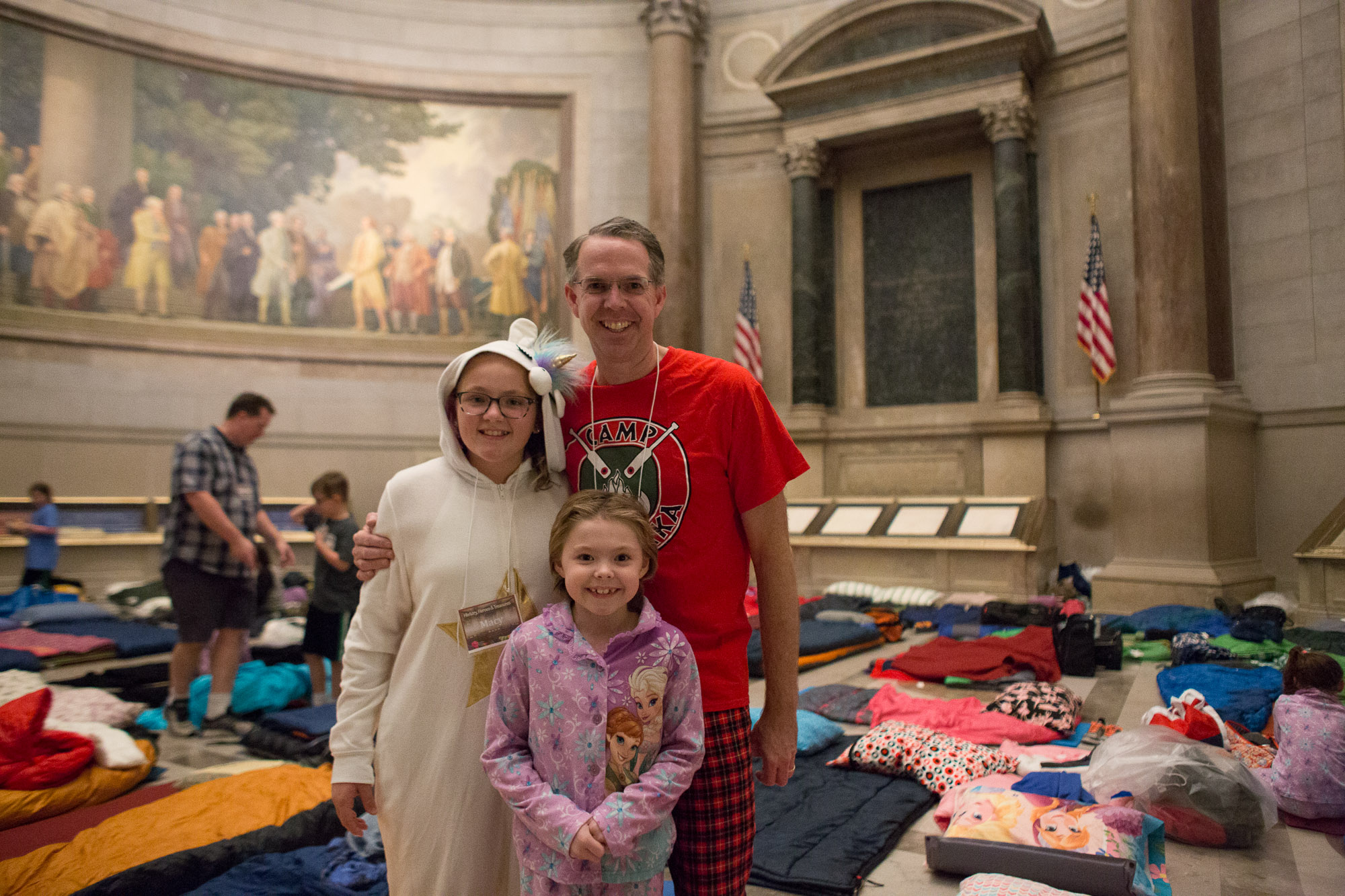
Unterschiedliche Nachtwäsche bei einer Pyjamaparty in den National Archives in Washington, D.C., 2017

Nachtwäsche ist der Sammelbegriff für vorwiegend oder ausschließlich nachts und zum Schlafen getragene Kleidung oder Unterkleidung.
Als Nachtwäsche gelten insbesondere:
- Nachthemd, ein kleidähnliches Gewand
  - Babydoll, ein kurzes Nachthemd der 1950er und 1960er Jahre
  - Negligé, ein kurzes Nachthemd aus leichtem Stoff
- Pyjama oder Schlafanzug, ein zweiteiliges Gewand
- Onesie, ein einteiliges Schlafgewand für Erwachsene
  - Strampelanzug oder Schlafoverall, ein einteiliges Schlafgewand für kleine Kinder
- Bademantel oder Morgenmantel

Als Accessoires gehören zur Nachtwäsche: 
- Schlafmaske

- Nachtmütze

Es werden auch andere Kleidungsstücke zum Schlafen getragen, beispielsweise T-Shirts, Boxershorts und Sportanzüge. 